# Gary Rossington
Gary Robert Rossington (Jacksonville (Florida), 4 december 1951 – Milton (Georgia), 5 maart 2023) was een Amerikaans gitarist. Hij was het laatste overgebleven originele lid van Lynyrd Skynyrd.

## Muzikale carrière
Samen met Ronnie Van Zant, Allen Collins, Larry Junstrom en Bob Burns begon hij in 1964, op twaalfjarige leeftijd de band Lynyrd Skynyrd, vernoemd naar gymleraar Leonard Skinner die de gewoonte had jongens met lang haar straf te geven.
Zijn gitaar was een '59 Gibson Les Paul die hij had gekocht van een vrouw van wie de vriend was vertrokken en zijn gitaar had achtergelaten. Hij noemde de gitaar 'Berneice', naar zijn moeder. Rossington speelde leadgitaar voor veel van Skynyrds bekendste nummers zoals Tuesday's Gone, Simple Man en Free Bird.
Hij overleefde de beruchte vliegtuigcrash van 1977 waarbij Ronnie Van Zant, Steve Gaines en Cassie Gaines omkwamen. Hij brak hierbij wel beide armen, zijn benen, zijn enkels, zijn polsen en heup. Wonderbaarlijk genoeg kon hij na zijn genezing gitaar blijven spelen op podia.
In 2012 werd Rossington opgenomen in de Georgia Music Hall of Fame.

## Privéleven
Rossington was getrouwd en kreeg twee dochters. Hij stierf in 2023 op 71-jarige leeftijd.
- Bibsys: 43646
- Biblioteca Nacional de España: XX1098766
- Bibliothèque nationale de France: cb142223761 (data)
- Gemeinsame Normdatei: 1282567640
- International Standard Name Identifier: 0000 0000 7823 1221
- Library of Congress Control Number: n2004065550
- MusicBrainz: 15a5032b-70f2-4c00-bab9-5072b6fbba02
- Nationale Bibliotheek van Tsjechië: js20080208005
- Virtual International Authority File: 84269351
- WorldCat: E39PBJmhKGKvqYXMDPhfcgYwYP